# Amir Karić
Amir Karić (n. Orahovica Donja, Yugoslavia; 31 de diciembre de 1973) es un futbolista yugoslavo que se desempeña como defensor en el NK Malečnik de Tercera División de Eslovenia.

## Trayectoria
| Club                  | País       | Año         |
| --------------------- | ---------- | ----------- |
| NK Rudar Velenje      | Eslovenia  | 1991 - 1993 |
| NK Maribor            | Eslovenia  | 1993 - 1997 |
| Gamba Osaka           | Japón      | 1997 - 1998 |
| NK Železničar Maribor | Eslovenia  | 1998        |
| NK Maribor            | Eslovenia  | 1999 - 2001 |
| Ipswich Town          | Inglaterra | 2001        |
| Crystal Palace        | Inglaterra | 2001        |
| NK Maribor            | Eslovenia  | 2002 - 2003 |
| FC Moscú              | Rusia      | 2004        |
| NK Mura               | Eslovenia  | 2004 - 2005 |
| AEL Limassol          | Chipre     | 2005 - 2006 |
| FC Koper              | Eslovenia  | 2005 - 2006 |
| Anorthosis Famagusta  | Chipre     | 2006 - 2007 |
| NK Interblock         | Eslovenia  | 2006 - 2007 |
| NK Olimpija Ljubljana | Eslovenia  | 2007 - 2009 |
| FC Koper              | Eslovenia  | 2009 - 2011 |
| NK Železničar Maribor | Eslovenia  | 2012        |
| NK Malečnik           | Eslovenia  | 2013 -      |